# Linum leonii
Linum leonii är en art av linväxter som beskrevs av 1838 av den tyska botanikern och apotekaren Friedrich Wilhelm Schultz. Arten ingår i släktet linsläktet, och familjen linväxter. Inga underarter finns listade i Catalogue of Life.

## Bildgalleri

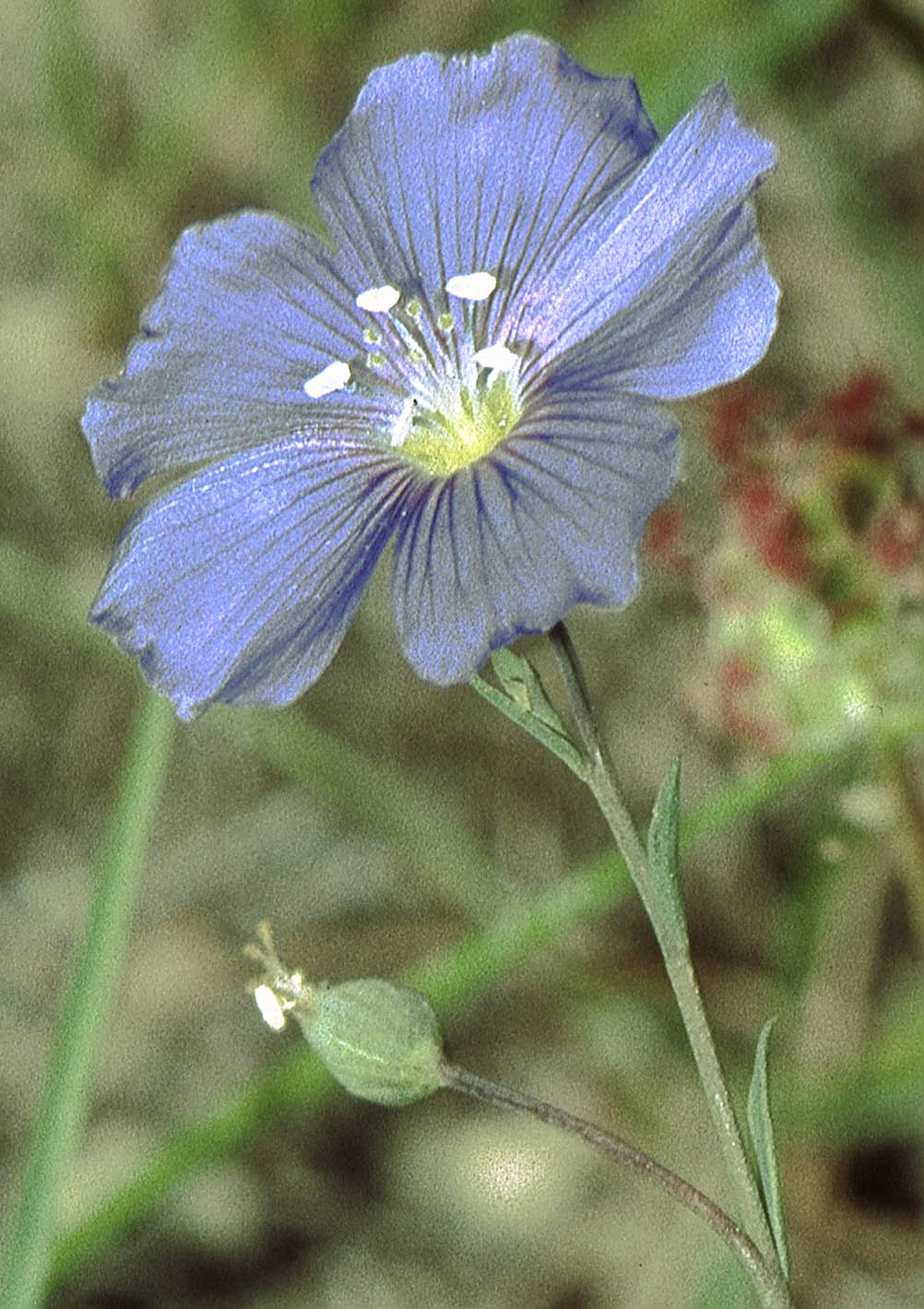
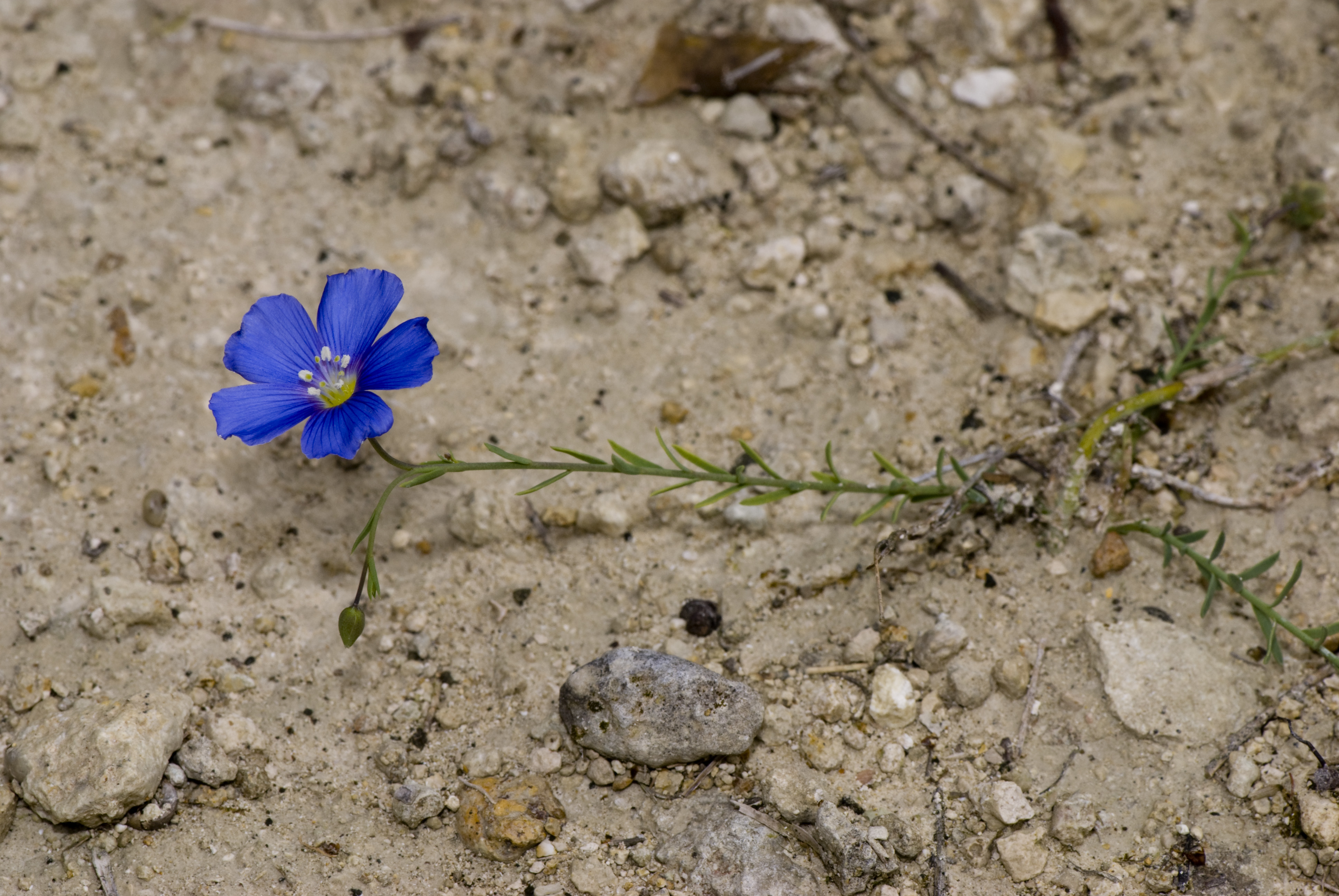
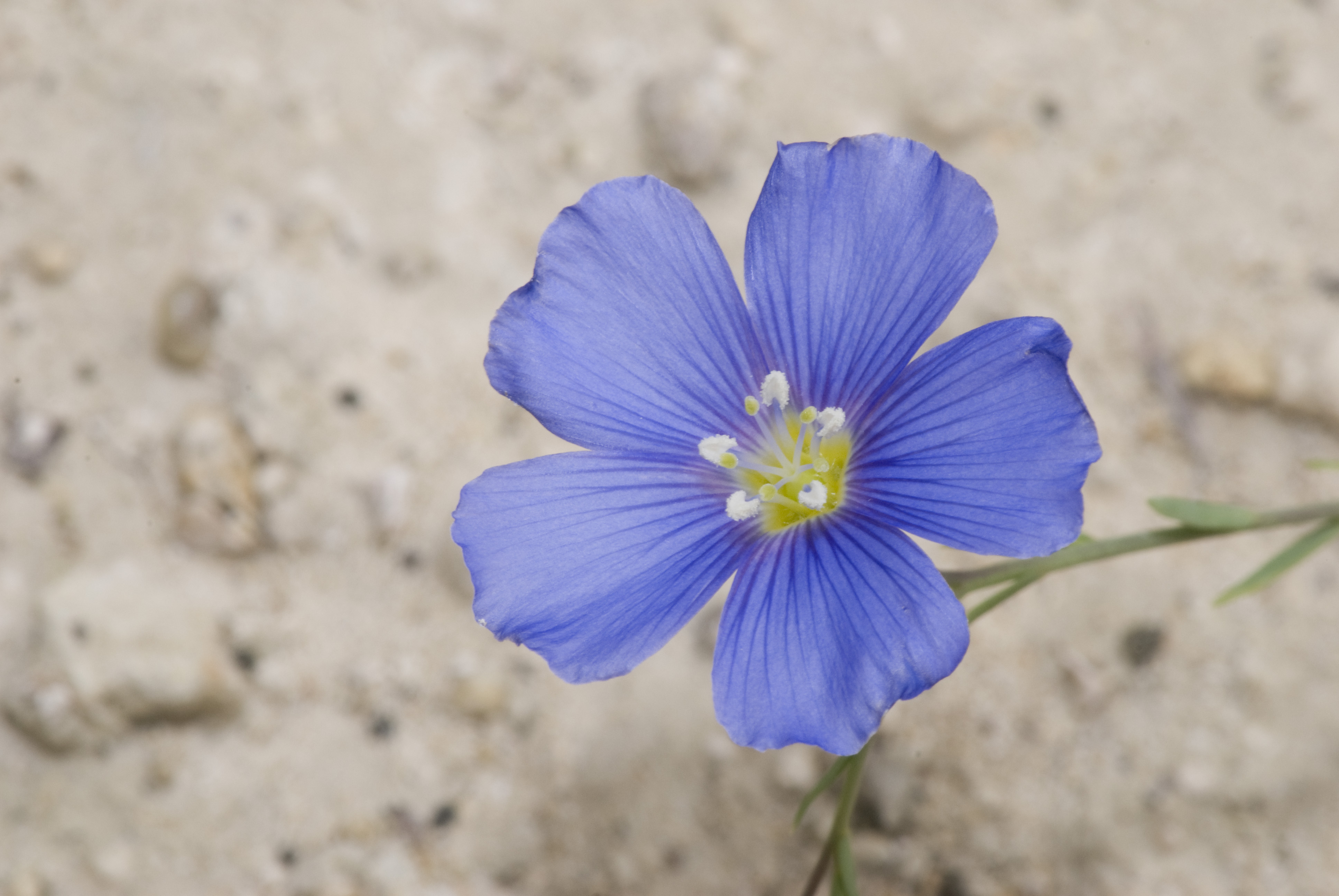
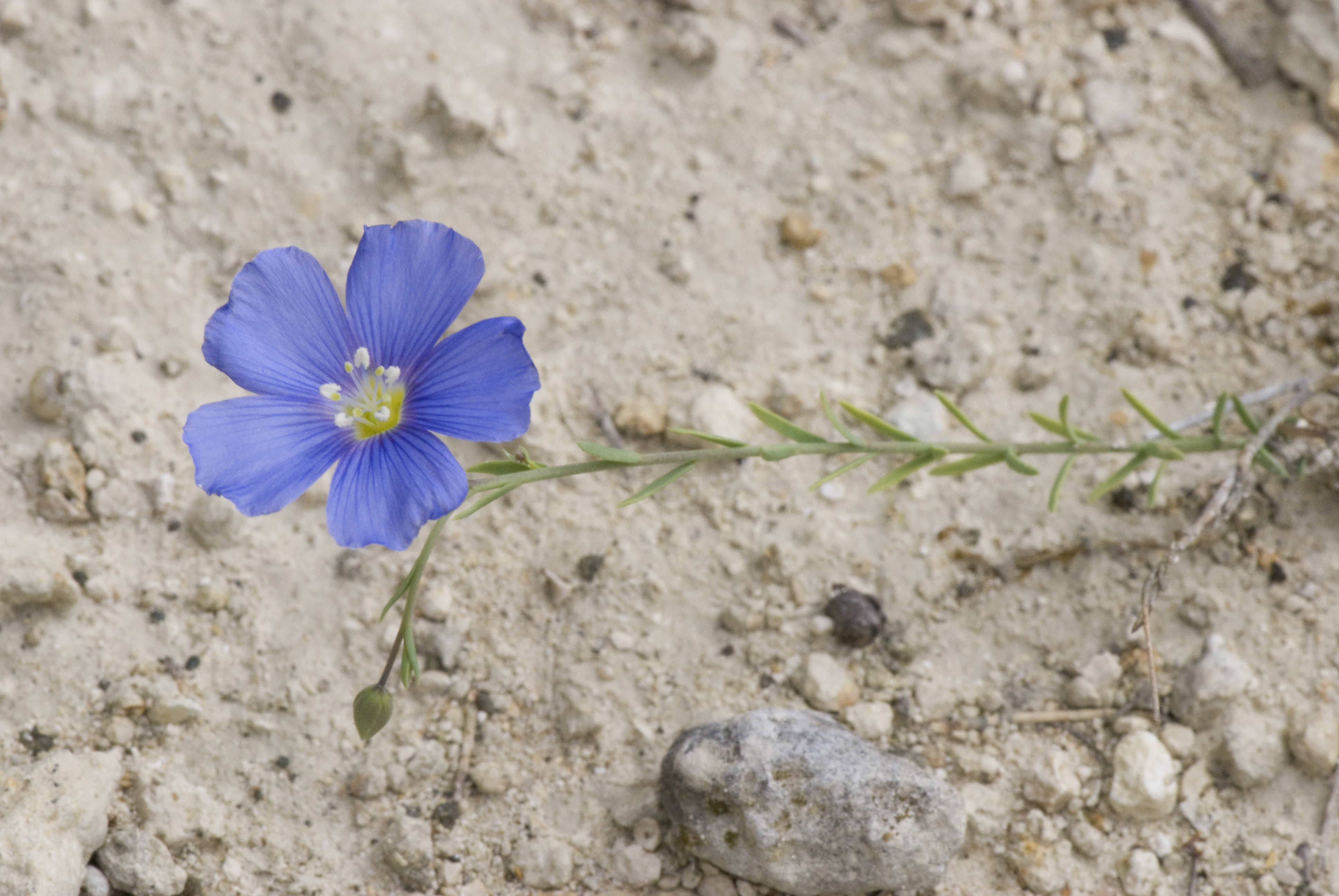